# Ida Högberg
Ida Matilda Högberg, född 27 juli 1984 i Falun, är en svensk skådespelare och sångare.
Högberg är utbildad vid Balettakademien i Göteborg och gjorde sin professionella debut i Björn Ulvaeus och Benny Anderssons musikal Mamma Mia! på Cirkus i Stockholm.
2011 gjorde Högberg långfilmsdebut som den kvinnliga huvudkaraktären Annika i The Stig-Helmer Story.

## Teater- och musikaluppsättningar

### Roller (ej komplett)
| År   | Roll       | Produktion                                                                 | Regi             | Teater            |
| ---- | ---------- | -------------------------------------------------------------------------- | ---------------- | ----------------- |
|      |            | Mamma Mia!                                                                 |                  | Cirkus, Stockholm |
| 2009 |            | Spring Awakening                                                           |                  | Malmö Opera       |
| 2010 | Nina Kanin | Bamse och världsmästaren i elakhet Jens Hansegård                          | Linus Wahlgren   | Intiman           |
| 2011 | Éponine    | Les Misérables Claude-Michel Schönberg, Alain Boublil och Herbert Kretzmer | Ronny Danielsson | Malmö Opera       |
| 2013 |            | Sommarnattens leende Stephen Sondheim och Hugh Wheeler                     | Dennis Sandin    | Malmö Opera       |
| 2014 | Jag        | Rebecca Michael Kunze och Sylvester Levay                                  | Åsa Melldahl     | Malmö Opera       |

## Filmografi
- 2011 – The Stig-Helmer Story
- 2011 – Hur många lingon finns det i världen? (koreograf)

## Övrigt
- Elvis, Glada Hudikteatern (koreograf/dansare)